# Gary Neal
Pour les articles homonymes, voir Neal.
Gary Neal, né le 3 octobre 1984 à Baltimore (Maryland), aux États-Unis, est un entraîneur de basket-ball et ancien joueur américain de basket-ball professionnel. Il évoluait au poste d'arrière. Il a joué au niveau universitaire à La Salle et à l’Université Towson. Il a commencé sa carrière professionnelle à l’étranger avec des équipes en Turquie, en Espagne et en Italie avant de signer au sein de la National Basketball Association (NBA) avec les Spurs de San Antonio en 2010 pour y rester jusqu'en 2017. Il terminera sa carrière de joueur en Europe.

## Carrière universitaire
En première année, Neal était la Rookie de l’année de l'Atlantic Ten. Il a mené les Explorers de La Salle en marquant en moyenne 18,6 points au cours de ses deux saisons pour les Explorers. Avant la saison 2004-2005, Neal a été renvoyé de l’équipe en raison d’une allégation de viol par une joueuse de basket-ball féminine de l’Université de New Haven qui travaillait au camp de La Salle. Neal a par la suite été acquitté.
Neal a terminé la saison 2004-2005 pour être transféré à l’Université Towson. Il s’est d’abord joint à Towson sans aucune ambition athlétique, mais il s’est vu attribuer une place de choix dans l'équipe de basket-ball. Lors de sa reprise, il est parvenu à inscrire en moyenne 25,3 points par match, 3,5 passes décisives, 4,2 rebonds, et il a mené les Tigers au deuxième tour du tournoi CAA 2007, avant de perdre contre l’université Old Dominion. Il est devenu le quatrième joueur de basket-ball dans l’histoire de la NCAA à marquer au moins 1 000 points avec deux écoles différentes.

## Carrière professionnelle européenne

### Pınar Karşıyaka (2007–2008)
Neal était éligible à la draft NBA 2007 en juin et il était pressenti dans la liste des soixante joueurs à être drafté mais cela n'a pas été le cas.
Il commence sa carrière professionnelle en Turquie en Pınar Karşıyaka en TBL où il marque en moyenne 23,6 points par match.

### FC Barcelone (2008)
Finalement, le FC Barcelone rachète le contrat de Neal au Pınar Karşıyaka. Neal signe à Barcelone en janvier 2008. Avec Barcelone, il a des moyennes de 2,3 points par match en Euroligue et 3,3 points par match en Liga ACB durant la saison 2007-2008.

### Benetton Trévise (2008-2010)
En juin 2008, il signe en Italie, au Benetton Trévise en Serie A. Avec le Benetton, il est nommé dans le deuxième meilleur cinq de l'ULEB Eurocup 2008-2009.

### Unicaja Malaga (2010)
En avril 2010, il quitte Trévise pour rejoindre le club espagnol de l'Unicaja Málaga, avec qui, il termine la saison 2009-2010 et tourne à 12,6 points par match dans le championnat espagnol.

## Carrière NBA

### Spurs de San Antonio (2010-2013)

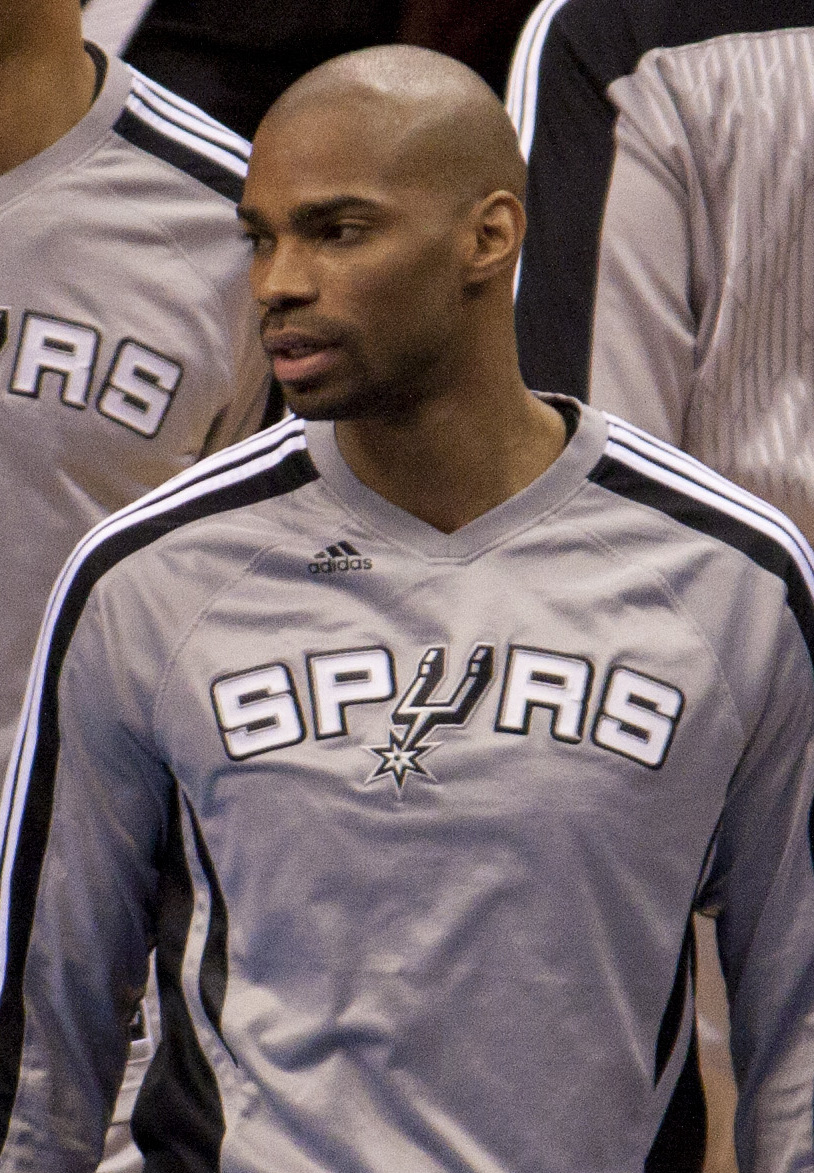
Gary Neal en 2010.

Le 22 juillet 2010, Neal signe un contrat de trois ans chez les Spurs de San Antonio. Durant la saison 2010-11, il participe à 80 matches en étant titularisé une fois et en tournant à 45,1 % aux tirs, 41,9 % à trois points et 80,8 % aux lancers-francs ; il a aussi des moyennes de 9,8 points et 2,5 rebonds par match. Le 27 avril 2011, durant le match 5 du premier tour des playoffs 2011 contre les Grizzlies de Memphis, lorsque les Spurs perdent 97 à 94, Neal marque un panier à trois points alors qu'il reste 1,7 seconde à jouer dans le dernier quart-temps et envoie les deux équipes en prolongation. Les Spurs battent les Grizzlies 110 à 103 après une prolongation et forcent une sixième rencontre. Mais les Spurs perdent le match 6 chez les Grizzlies 99 à 91 et sont éliminés des playoffs au premier tour. En 22 minutes de jeu, Neal marque 8 points, prend 5 rebonds, distribue une passe décisive et intercepte un ballon.
Le 2 janvier 2012, les Spurs envoient Neal chez les Toros d'Austin en D-League pour qu'il récupère doucement de son appendicectomie. Mais il est rappelé le lendemain dans l'effectif des Spurs sans avoir joué un seul match avec les Toros.
Le 10 décembre 2012, Neal établit ses records de points en carrière avec 29 unités et de paniers à trois points marqués avec 7 réussites lors d'une victoire contre les Rockets de Houston après prolongation.
Le 11 juin 2013, lors du match 3 des finales NBA 2013, Neal bat son record de points en playoffs avec 24 unités en tirant à 9 sur 17 et à 6 sur 10 à trois points pour aider les Spurs à battre facilement le Heat 113 à 77,. Avec 16 paniers marqués à trois points (dont 6 de Neal), les Spurs établissent un nouveau record pour le nombre de paniers à trois points marqués lors des Finales NBA. Toutefois, les Spurs perdent la série en sept rencontres.
Le 23 juillet 2013, il est laissé libre par les Spurs.

### Bucks de Milwaukee (2013-2014)
Le 30 juillet 2013, Neal signe aux Bucks de Milwaukee.

### Hornets/Bobcats de Charlotte (2014-2015)
Le 20 février 2014, Gary Neal est transféré chez les Bobcats de Charlotte en compagnie de Luke Ridnour, échangé contre Ramon Sessions et Jeff Adrien. Heureux d'avoir quitté les Bucks de Milwaukee, après deux matchs chez les Bobcats, il tourne à 13,5 points par match.

### Timberwolves du Minnesota (2015)
Le 10 février 2015, Neal est transféré, avec le second tour de draft 2019 du Heat de Miami aux Timberwolves du Minnesota en échange de Mo Williams, Troy Daniels et une somme d'argent. Il y porte le numéro 12.

### Wizards de Washington (2015-2016)
Le 3 juillet 2015, il signe aux Wizards de Washington pour une saison et 2,1 millions de dollars. Une blessure le force à manquer un total de 23 matchs. Le 9 mars 2016, les Wizards le libèrent pour pouvoir signer Marcus Thornton.

### Passage en D-League (2016-2017)

#### Knicks de Westchester
Le 16 décembre 2016, Neal a signé un contrat avec les Knicks de Westchester de la NBA Development League, ligue mineur de la NBA. Dix jours plus tard, il fait ses débuts avec Westchester dans une défaite 118-114 contre les Nets de Long Island, enregistrant quatre points, un rebond et une interception en 13 minutes, en sortie de banc.

#### Legends du Texas
Le 2 janvier 2017, Neal a été échangé avec les Legends du Texas en échange d’un troisième tour de draft. Quatre jours plus tard, il fait ses débuts pour les Legends dans une défaite 148-122 contre la Skyforce de Sioux Falls, enregistrant 18 points, 4 rebonds, 3 passes décisives et une interception en 26 minutes, toujours en sortie de banc.
Le 18 janvier 2017, Neal signe un contrat de 10 jours avec les Hawks d'Atlanta. Mais à la fin de son contrat court, il retourne au sein des Legends du Texas.

#### Bighorns de Reno
Le 30 janvier 2017, Neal est échangé contre un quatrième tour de draft vers les Bighorns de Reno.

## Retour en Europe

### Tecnyconta Zaragoza (2017-2018)
Le 23 septembre 2017, Neal a signé avec le club espagnol Tecnyconta Zaragoza pour la saison 2017-2018 du championnat d'Espagne. Il a été nommé Joueur du mois de novembre avec une moyenne de 22,7 points et 4 passes décisives dans les trois matchs joués au cours du mois. Le 24 mai 2018, il a terminé troisième dans la course au titre de MVP de la saison. Neal est élu dans l'équipe-type de la compétition avec le MVP slovène Luka Dončić, l'israélien Sylven Landesberg, le géorgien Tornike Shengelia et le néerlandais Henk Norel.

### Bandırma (2018–2019)
Le 14 décembre 2018, Neal signe avec le club turc Bandırma.

## Carrière d'entraîneur

### Tigers de Townson (depuis 2019)
Le 27 août 2019, Neal rejoint le staff des Tigers de Towson de l'Université Towson, équipe dans laquelle l'ancien joueur avait joué au niveau universitaire.

## Statistiques

### Universitaires
| Saison   | Équipe   | Matchs | Titul. | Min./m | % Tir | % 3pts | % LF | Rbds/m. | Pass/m. | Int/m. | Ctr/m. | Pts/m. |
| -------- | -------- | ------ | ------ | ------ | ----- | ------ | ---- | ------- | ------- | ------ | ------ | ------ |
| 2002-03  | La Salle | 29     | 22     | 32,1   | 40,0  | 37,4   | 81,7 | 4,21    | 1,62    | 0,62   | 0,03   | 18,62  |
| 2003-04  | La Salle | 28     | 24     | 32,8   | 41,2  | 33,9   | 84,7 | 3,21    | 2,39    | 1,18   | 0,04   | 17,89  |
| 2005-06  | Towson   | 17     | 14     | 35,3   | 44,5  | 40,5   | 80,3 | 3,88    | 2,88    | 1,76   | 0,18   | 26,12  |
| 2006-07  | Towson   | 32     | 32     | 36,5   | 44,6  | 33,5   | 83,6 | 4,25    | 3,47    | 1,44   | 0,16   | 25,31  |
| Carrière | Carrière | 106    | 92     | 34,1   | 42,7  | 35,9   | 82,7 | 3,91    | 2,58    | 1,20   | 0,09   | 21,65  |

### NBA

#### Saison régulière
| Saison   | Équipe      | Matchs | Titul. | Min./m | % Tir | % 3pts | % LF | Rbds/m. | Pass/m. | Int/m. | Ctr/m. | Pts/m. |
| -------- | ----------- | ------ | ------ | ------ | ----- | ------ | ---- | ------- | ------- | ------ | ------ | ------ |
| 2010-11  | San Antonio | 80     | 1      | 21,1   | 45,1  | 41,9   | 80,8 | 2,45    | 1,20    | 0,34   | 0,05   | 9,79   |
| 2011-12  | San Antonio | 56     | 7      | 21,5   | 43,6  | 41,9   | 78,1 | 2,11    | 2,09    | 0,48   | 0,04   | 9,95   |
| 2012–13  | San Antonio | 68     | 17     | 21,8   | 41,2  | 35,5   | 86,5 | 2,10    | 1,90    | 0,44   | 0,03   | 9,49   |
| 2013-14  | Milwaukee   | 30     | 2      | 20,2   | 39,0  | 36,0   | 83,3 | 1,67    | 1,53    | 0,23   | 0,00   | 10,03  |
| 2013-14  | Charlotte   | 22     | 1      | 23,0   | 43,8  | 40,6   | 96,1 | 1,82    | 1,68    | 0,50   | 0,00   | 11,23  |
| 2014-15  | Charlotte   | 43     | 0      | 21,6   | 35,9  | 29,3   | 86,3 | 2,19    | 1,86    | 0,37   | 0,02   | 9,60   |
| 2014-15  | Minnesota   | 11     | 1      | 23,8   | 42,9  | 35,5   | 87,9 | 3,18    | 1,82    | 0,64   | 0,00   | 11,82  |
| 2015-16  | Washington  | 40     | 2      | 20,2   | 46,5  | 41,0   | 85,5 | 2,08    | 1,18    | 0,50   | 0,03   | 9,75   |
| 2016-17  | Atlanta     | 2      | 0      | 9,00   | 0     | 0      | 100  | 0,50    | 0,50    | 0,50   | 0,00   | 2,00   |
| Carrière | Carrière    | 352    | 31     | 21,3   | 42,2  | 38,2   | 85,0 | 2,16    | 1,63    | 0,41   | 0,03   | 9,86   |

#### Playoffs
| Saison   | Équipe      | Matchs | Titul. | Min./m | % Tir | % 3pts | % LF  | Rbds/m. | Pass/m. | Int/m. | Ctr/m. | Pts/m. |
| -------- | ----------- | ------ | ------ | ------ | ----- | ------ | ----- | ------- | ------- | ------ | ------ | ------ |
| 2011     | San Antonio | 6      | 0      | 18,5   | 37,0  | 26,3   | 100,0 | 3,00    | 0,83    | 0,17   | 0,17   | 7,67   |
| 2012     | San Antonio | 14     | 0      | 15,5   | 47,6  | 44,4   | 84,6  | 1,29    | 1,36    | 0,14   | 0,00   | 7,50   |
| 2013     | San Antonio | 21     | 0      | 18,6   | 38,5  | 34,8   | 100,0 | 2,14    | 0,71    | 0,14   | 0,05   | 6,81   |
| 2014     | Charlotte   | 4      | 0      | 26,1   | 35,3  | 22,2   | 71,4  | 2,00    | 1,00    | 0,00   | 0,00   | 11,25  |
| Carrière | Carrière    | 45     | 0      | 18,3   | 40,1  | 34,5   | 90,7  | 1,98    | 0,96    | 0,13   | 0,04   | 7,53   |

### Europe

#### Saison régulière
| Saison   | Équipe       | Matchs | Titul. | Min./m | % Tir | % 3pts | % LF | Rbds/m. | Pass/m. | Int/m. | Ctr/m. | Pts/m. |
| -------- | ------------ | ------ | ------ | ------ | ----- | ------ | ---- | ------- | ------- | ------ | ------ | ------ |
| 2007-08  | FC Barcelone | 20     | 1      | 9,1    | 35,1  | 17,0   | 85,7 | 1,10    | 0,45    | 0,20   | 0,00   | 3,30   |
| 2008-09  | Trévise      | 38     | 38     | 28,7   | 45,9  | 34,5   | 70,9 | 3,29    | 1,32    | 1,16   | 0,03   | 13,92  |
| 2009-10  | Trévise      | 21     | 20     | 33,0   | 51,7  | 36,8   | 79,7 | 4,19    | 2,76    | 2,05   | 0,10   | 19,38  |
| 2009-10  | Málaga       | 10     | 4      | 20,4   | 49,0  | 40,8   | 56,6 | 2,30    | 0,60    | 0,40   | 0,20   | 12,60  |
| 2017-18  | Zaragoza     | 29     | 29     | 30,5   | 48,4  | 42,5   | 92,9 | 2,90    | 3,21    | 0,59   | 0,00   | 20,52  |
| 2018-19  | Bandırma     | 10     | 9      | 27,9   | 45,5  | 53,5   | 93,3 | 2,90    | 1,40    | 0,50   | 0,10   | 14,30  |
| Carrière | Carrière     | 128    | 101    | 26,0   | 45,9  | 35,9   | 80,3 | 2,90    | 1,80    | 0,92   | 0,05   | 14,58  |

## Records personnels
Les records personnels de Gary Neal, officiellement recensés par la NBA sont les suivants :
| Type de statistique        | Saison régulière | Saison régulière                                 | Saison régulière                   | Playoffs | Playoffs                                          | Playoffs                    |
| Type de statistique        | Record           | Adversaire                                       | Date                               | Record   | Adversaire                                        | Date                        |
| -------------------------- | ---------------- | ------------------------------------------------ | ---------------------------------- | -------- | ------------------------------------------------- | --------------------------- |
| Points                     | 29               | @ Rockets de Houston                             | 10 décembre 2012                   | 24       | Heat de Miami                                     | 11 juin 2013                |
| Paniers marqués            | 11               | @ Trail Blazers de Portland @ Rockets de Houston | 10 novembre 2012 10 décembre 2012  | 9        | Heat de Miami                                     | 11 juin 2013                |
| Paniers tentés             | 20               | @ Heat de Miami                                  | 29 novembre 2012                   | 19       | Heat de Miami                                     | 28 avril 2014               |
| Paniers à 3 points réussis | 7                | @ Rockets de Houston                             | 10 décembre 2012                   | 6        | Heat de Miami                                     | 11 juin 2013                |
| Paniers à 3 points tentés  | 10               | Grizzlies de Memphis @ Rockets de Houston        | 1er décembre 2012 10 décembre 2012 | 10       | Heat de Miami                                     | 11 juin 2013                |
| Lancers francs réussis     | 10               | Trail Blazers de Portland                        | 7 mars 2015                        | 4        | @ Grizzlies de Memphis Heat de Miami              | 25 avril 2011 26 avril 2014 |
| Lancers francs tentés      | 13               | Trail Blazers de Portland                        | 7 mars 2015                        | 4        | @ Grizzlies de Memphis Heat de Miami              | 25 avril 2011 26 avril 2014 |
| Rebonds offensifs          | 2                | 12 fois                                          | 12 fois                            | 1        | 7 fois                                            |                             |
| Rebonds défensifs          | 9                | Clippers de Los Angeles                          | 2 mars 2015                        | 5        | @ Grizzlies de Memphis @ Warriors de Golden State | 29 avril 2011 16 mai 2013   |
| Rebonds totaux             | 9                | Clippers de Los Angeles                          | 2 mars 2015                        | 5        | @ Grizzlies de Memphis @ Warriors de Golden State | 29 avril 2011 16 mai 2013   |
| Passes décisives           | 7                | @ Mavericks de Dallas @ Heat de Miami            | 29 janvier 2012 20 novembre 2012   | 5        | @ Thunder d'Oklahoma City                         | 31 mai 2012                 |
| Interceptions              | 4                | Timberwolves du Minnesota                        | 21 mars 2012                       | 2        | @ Lakers de Los Angeles                           | 28 avril 2013               |
| Contres                    | 1                | 10 fois                                          | 10 fois                            | 1        | Grizzlies de Memphis Warriors de Golden State     | 17 avril 2011 8 mai 2013    |
| Balles perdues             | 6                | @ Heat de Miami                                  | 29 novembre 2012                   | 3        | @ Heat de Miami                                   | 9 juin 2013                 |
| Minutes jouées             | 41               | Clippers de Los Angeles                          | 2 mars 2015                        | 33       | Heat de Miami                                     | 28 avril 2014               |

- Double-double : aucun.
- Triple-double : aucun.

## Palmarès

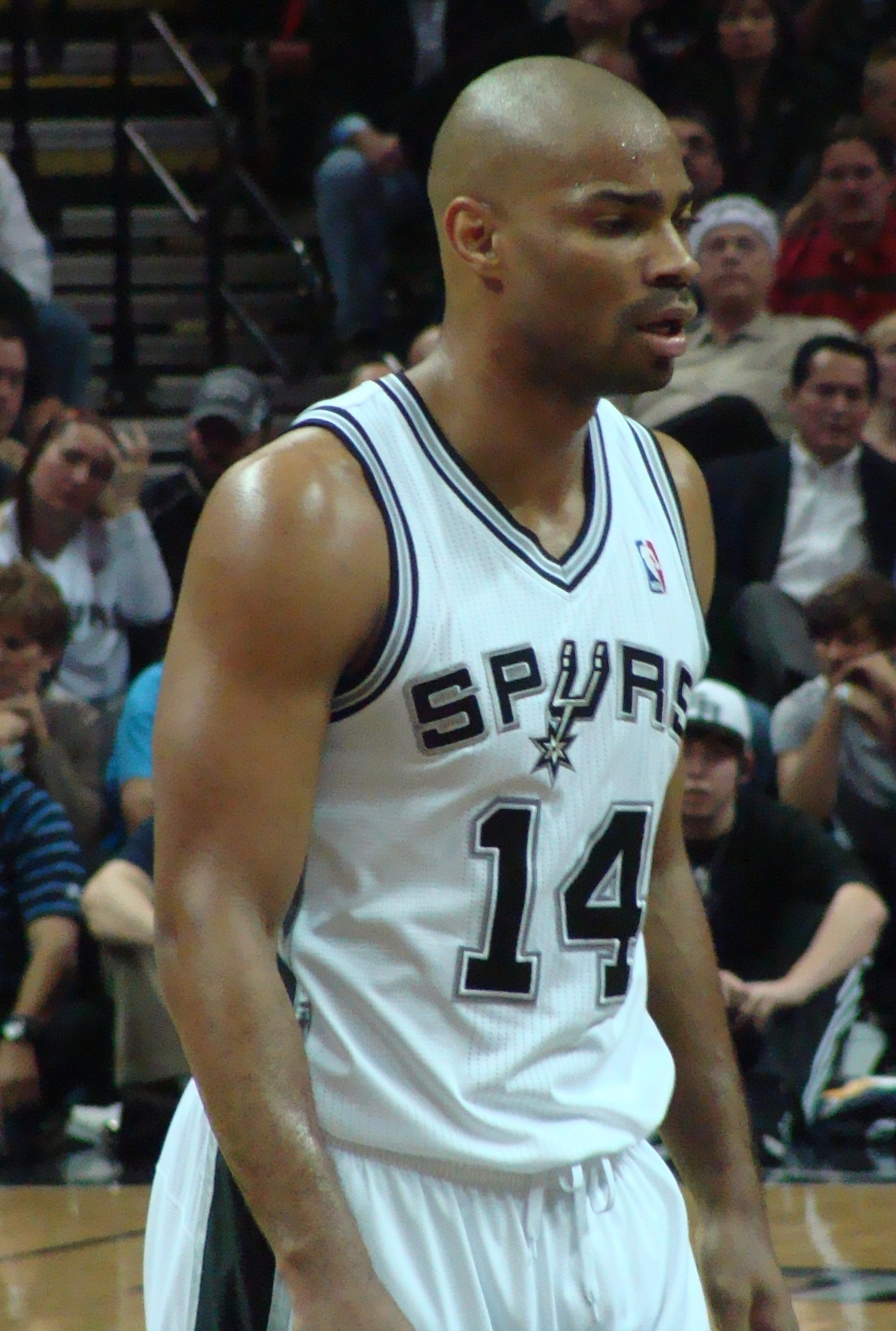
Gary Neal en décembre 2010.

### En club
- Champion de la Conférence Ouest en 2013 avec les Spurs de San Antonio.
- Champion de la Division Southwest en 2011, 2012 et 2013 avec les Spurs de San Antonio.

### Distinctions personnelles

#### NBA
- NBA All-Rookie First Team en 2011.
- Participation au Rookie Challenge en 2011.

#### Europe
- Meilleur marqueur du championnat de Turquie en 2007-2008.
- All-Eurocup Second Team en 2009.
- All-Spanish ACB Team en 2018.
- 3x Joueur du mois du championnat espagnol en 2017-2018.
- 4x Joueur de la semaine du championnat espagnol en 2017-2018.
- Meilleur marqueur du championnat espagnol en 2017-2018 avec une moyenne de 20,6 points par match.

#### NCAA
- First-team All-CAA en 2007.
- Second-team All-CAA en 2006.
- Second-team All-Atlantic 10 en 2004.
- Rookie de l'année de l'Atlantic 10 en 2003.

## Salaires NBA
| Année       | Équipe      | Salaire      |
| ----------- | ----------- | ------------ |
| 2010-2011   | San Antonio | 525 000 $    |
| 2011-2012   | San Antonio | 762 195 $    |
| 2012-2013   | San Antonio | 854 389 $    |
| 2013-2014   | Milwaukee   | 3 250 000 $  |
| 2014-2015   | Minnesota   | 3 250 000 $  |
| 2015-2016   | Washington  | 2 100 000 $  |
| 2016-2017   | Atlanta     | 72 193 $     |
| Total Gains | Total Gains | 10 813 777 $ |